# Agente 077 missione Bloody Mary
Agente 077 missione Bloody Mary è un film del 1965, diretto da Sergio Grieco con l'abituale pseudonimo "Terence Hathaway". È una pellicola del filone del fantaspionaggio ed è una coproduzione internazionale tra Italia, Francia e Spagna.
Ha avuto due seguiti: Agente 077 dall'Oriente con furore girato lo stesso anno e Missione speciale Lady Chaplin del 1966.

## Trama
Un bombardiere degli Stati Uniti d'America, che trasporta un'arma nucleare, chiamata Bloody Mary, precipita sorvolando la Francia. L'agente segreto americano 077, Dick Malloy, ha il compito di trovare e recuperare l'ordigno, scomparso nel disastro. I primi indizi portano ad un ufficiale a bordo dell'aereo, il cui cadavere però non è stato trovato. Nelle indagini, 077 viene affiancato dalla dottoressa Elsa Freeman e dal collega Lester. Dapprima si reca a Parigi nella clinica  di chirurgia estetica del dott. Betz, successivamente in Spagna, da dove parte con la nave Trinidad alla volta della Grecia. Qui viene catturato dal Giglio Nero, l'organizzazione criminale che ha rubato la bomba, ma riesce a scappare e a fare ritorno sulla terraferma. Di ritorno a Parigi, scopre il piano del Giglio Nero, di cui il dott. Betz è il capo, e riesce a far arrestare i criminali appena salgono sulla nave Trinidad, dove trovano l'esercito americano che aveva precedentemente sequestrato l'imbarcazione.

## Distribuzione
Distribuito dalla FIDA il 13 agosto 1965.

## Doppiaggio
Doppiaggio affidato alla CDC.

## Accoglienza

### Critica
(Fantafilm)